# 신검단중앙역
신검단중앙역(Singeomdanjungang Station, 新黔丹中央驛)은 인천 도시철도 1호선의 전철역이다. 가칭은 인천원당역(仁川元堂驛)이었다가, 행정구역 경계 조정으로 원당동에서 불로동으로 편입되어 재심의를 거쳐 신검단중앙역이 되었다.

## 연혁
- 2024년 1월 3일: 인천원당역 역명 확정[1]
- 2024년 6월 3일: 신검단중앙역으로 역명 변경[2]
- 2025년 6월 28일: 개통

## 역 구조
스크린도어가 설치되어있다.
| ↑검단호수공원 |
| \| 상         |
| ↓아라         |

| 상행 | ● 인천 도시철도 1호선 | 검단호수공원 방면                                    |
| 하행 | ● 인천 도시철도 1호선 | 부평구청 · 인천시청 · 원인재 · 송도달빛축제공원 방면 |

## 역 주변
- 금정산
- 중앙승가대학교
- 인천창신초등학교
- 원당중학교
- 인천원당고등학교

## 인접한 역
| 인천 도시철도 1호선    | 인천 도시철도 1호선   | 인천 도시철도 1호선             |
| ---------------------- | --------------------- | ------------------------------- |
| I107 검단호수공원 방면 | ● 인천 도시철도 1호선 | I109 아라 송도달빛축제공원 방면 |